# Ludvig Lorichs (1902–1992)
Otto Fredrik Ludvig Lorichs, född den 29 augusti 1902 i Heds församling, Västmanlands län, död den 3 november 1992 i Västerås, var en svensk jurist och ämbetsman. Han tillhörde ätten Lorichs och var son till Ludvig Lorichs.
Lorichs avlade studentexamen i Västerås 1920 och juris kandidatexamen vid Uppsala universitet 1925, varefter han genomförde tingstjänstgöring i Hedemora domsaga 1926–1928. Han blev extra ordinarie länsnotarie i Kopparbergs län 1929, ordinarie länsnotarie där 1938 och länsassessor i Uppsala län 1945. Lorichs var landssekreterare i Västmanlands län 1953–1967 och tillförordnad landshövding där 1963–1964. Han är begraven på Heds kyrkogård.